# Club Italia 2014-2015 (pallavolo femminile)
Questa voce raccoglie le informazioni riguardanti il Club Italia nelle competizioni ufficiali della stagione 2014-2015.

## Stagione

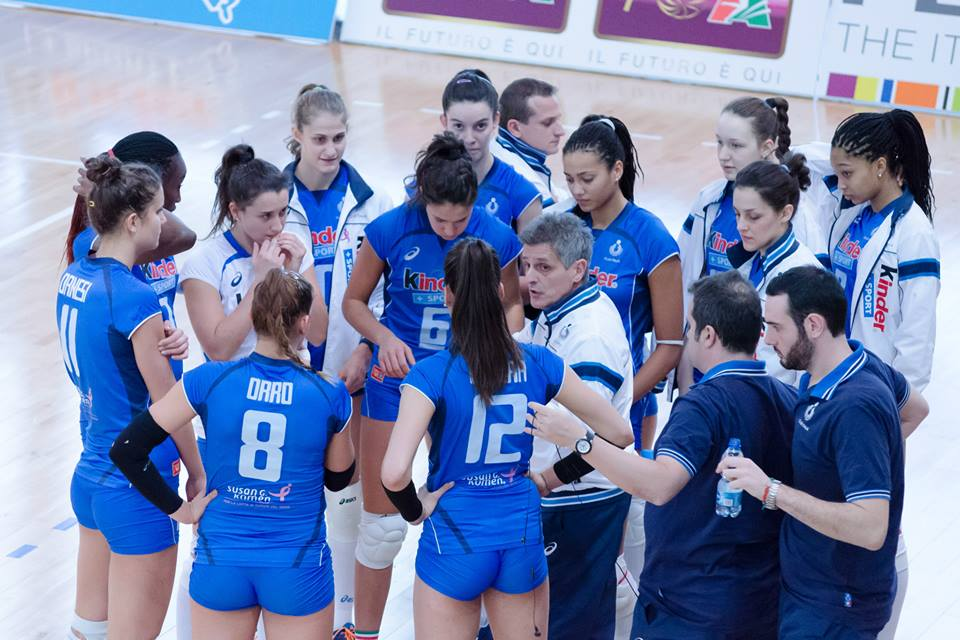
La squadra durante un time-out

La stagione 2014-15 è per il Club Italia la seconda in Serie A2: la squadra del progetto federale partecipa al campionato cadetto dopo essere stata ripescata dalla Serie B1. In panchina ritorna Marco Mencarelli, mentre la rosa è come sempre costituita da giovani ragazze italiane: alcune sono confermate come Paola Egonu, Sofia D'Odorico, Noura Mabilo e Alexandra Botezat, mentre tra le nuove arrivate Ilaria Spirito, Anastasia Guerra, Anna Danesi e Vittoria Prandi, ceduta a stagione in corso e sostituita da Ofelia Malinov. Tra le cessioni quelle di Sara Bonifacio, Anna Nicoletti, Elena Cappelli e Michela Rossi.
Il campionato inizia con due sconfitte consecutive: la prima vittoria arriva alla terza giornata contro la Pallavolo Piacentina. Dopo altre due sconfitte, il Club Italia inanella cinque successi di fila, per chiudere poi il girone di andata con uno stop e una vittoria, attestandosi al settimo posto e qualificandosi per la Coppa Italia di Serie A2. Il girone di ritorno comincia con due insuccessi e poi due vittorie: dopo un periodo di risultati altalenanti la squadra chiude la regular season con cinque sconfitte consecutive, confermando il settimo posto in classifica ed accendo ai play-off promozione. Nei quarti di finale vince sia la gara di andata che quella di ritorno con due ennesimi 3-2, dopo che nel corso della regular season ne ha collezionati tredici, di cui sette consecutivi, ai danni della Trentino Rosa; nelle semifinali la sfida è contro la Pro Victoria: dopo aver perso gara 1, il Club Italia vince gara 2, per poi essere definitivamente eliminato con la disfatta in gara 3.
La partecipazione alla Coppa Italia di Serie A2 è possibile grazie al settimo posto al termine del girone di andata di campionato; il Club Italia incontra nei quarti di finale la squadra di Monza: dopo aver perso la gara di andata di andata per 3-1 vince quella di ritorno per 3-2, ma viene eliminata dalla competizione per un peggior quoziente set.

## Organigramma societario
Area direttiva
- Presidente: Carlo Magri

Area direttiva
- Team manager: Alessio Trombetta

Area tecnica
- Allenatore: Marco Mencarelli
- Allenatore in seconda: Giuseppe Galli
- Scout man: Stefano Lullia
- Assistente allenatore: Christian Tammone, Sara Anzanello

Area sanitaria
- Medico: Ugo Strada
- Preparatore atletico: Maurizio Gardenghi
- Fisioterapista: Moreno Mascheroni

## Rosa
| N° | Nome              | Ruolo | Data di nascita  | Nazionalità sportiva |
| -- | ----------------- | ----- | ---------------- | -------------------- |
| 1  | Vittoria Piani    | C     | 12 febbraio 1998 | Italia               |
| 2  | Alexandra Botezat | C     | 3 agosto 1998    | Italia               |
| 3  | Giulia Bartesaghi | S     | 5 settembre 1998 | Italia               |
| 4  | Giorgia Zannoni   | S     | 11 febbraio 1998 | Italia               |
| 5  | Ilaria Spirito    | L     | 20 febbraio 1994 | Italia               |
| 6  | Sofia D'Odorico   | S     | 6 gennaio 1997   | Italia               |
| 7  | Paola Egonu       | S/O   | 18 dicembre 1998 | Italia               |
| 8  | Alessia Orro      | P     | 18 luglio 1998   | Italia               |
| 9  | Noura Mabilo      | C     | 22 agosto 1996   | Italia               |
| 10 | Beatrice Tenti    | S     | 4 ottobre 1999   | Italia               |
| 11 | Anna Danesi       | S     | 20 agosto 1996   | Italia               |
| 12 | Anastasia Guerra  | S     | 15 ottobre 1996  | Italia               |
| 14 | Vittoria Prandi   | P     | 4 novembre 1994  | Italia               |
| 14 | Ofelia Malinov    | P     | 29 febbraio 1996 | Italia               |
| 15 | Beatrice Berti    | C     | 12 gennaio 1996  | Italia               |
| 18 | Aurora Camperi    | S     | 23 agosto 1997   | Italia               |

## Mercato
| Acquisti | Acquisti          | Acquisti            | Acquisti   |
| R.       | Nome              | da                  | Modalità   |
| -------- | ----------------- | ------------------- | ---------- |
| C        | Alexandra Botezat | Bruel Bassano       | definitivo |
| S        | Aurora Camperi    | Mondovì             | definitivo |
| C        | Anna Danesi       | Volleyrò            | definitivo |
| S        | Anastasia Guerra  | Bruel Bassano       | definitivo |
| P        | Ofelia Malinov    | Bruel Bassano       | definitivo |
| C        | Vittoria Piani    | Amatori Orago       | definitivo |
| P        | Vittoria Prandi   | LJ                  | definitivo |
| L        | Ilaria Spirito    | Busto Arsizio       | definitivo |
| S        | Beatrice Tenti    | Arcobaleno Venegono | definitivo |
| S        | Giorgia Zannoni   | Asti                | definitivo |

| Cessioni | Cessioni        | Cessioni        | Cessioni   |
| R.       | Nome            | a               | Modalità   |
| -------- | --------------- | --------------- | ---------- |
| S        | Anna Boldrini   | Teodora Casadio | definitivo |
| C        | Sara Bonifacio  | AGIL            | definitivo |
| L        | Elena Cappelli  | Pavia           | definitivo |
| P        | Giulia Gennari  | Marsala         | definitivo |
| S/O      | Anna Nicoletti  | Imoco           | definitivo |
| P        | Vittoria Prandi | Pavia           | definitivo |
| S        | Michela Rossi   | Forlì           | definitivo |

## Risultati

### Serie A2

#### Girone di andata
| 1ª giornata - 1º novembre 2014 Centro Pavesi, Milano               | Club Italia            | 0 - 3 | Neruda          | 22-25, 21-25, 16-25               |
| 2ª giornata - 9 novembre 2014 Palazzetto dello Sport, Rovigo       | Beng Rovigo            | 3 - 1 | Club Italia     | 25-12, 25-19, 26-28, 26-24        |
| 3ª giornata - 15 novembre 2014 PalaFranzanti, Piacenza             | Piacentina             | 2 - 3 | Club Italia     | 27-25, 20-25, 18-25, 27-25, 13-15 |
| 4ª giornata - 22 novembre 2014 Centro Pavesi, Milano               | Club Italia            | 2 - 3 | Libertas Aversa | 23-25, 25-16, 25-21, 25-27, 5-15  |
| 5ª giornata - 30 novembre 2014 Palasport Città di Vicenza, Vicenza | Obiettivo Risarcimento | 3 - 0 | Club Italia     | 25-20, 25-17, 25-16               |
| 6ª giornata - 6 dicembre 2014 Centro Pavesi, Milano                | Club Italia            | 3 - 2 | Pavia           | 25-17, 25-21, 17-25, 17-25, 15-10 |
| 8ª giornata - 13 dicembre 2014 Centro Pavesi, Milano               | Club Italia            | 3 - 0 | Hermaea         | 25-17, 25-22, 25-20               |
| 9ª giornata - 21 dicembre 2014 PalaBaldinelli, Osimo               | Filottrano             | 0 - 3 | Club Italia     | 22-25, 19-25, 18-25               |
| 10ª giornata - 26 dicembre 2014 Centro Pavesi, Milano              | Club Italia            | 3 - 2 | Soverato        | 26-24, 25-18, 24-26, 19-25, 15-10 |
| 11ª giornata - 3 gennaio 2015 Centro Pavesi, Milano                | Club Italia            | 3 - 2 | Pro Victoria    | 25-21, 23-25, 18-25, 25-17, 15-10 |
| 12ª giornata - 14 gennaio 2015 PalaSanbapolis, Trento              | Trentino Rosa          | 3 - 2 | Club Italia     | 19-25, 25-23, 25-10, 26-28, 15-13 |
| 13ª giornata - 17 gennaio 2015 Centro Pavesi, Milano               | Club Italia            | 3 - 2 | VolAlto Caserta | 25-19, 19-25, 22-25, 25-19, 15-13 |

#### Girone di ritorno
| 14ª giornata - 26 gennaio 2015 PalaResia, Bolzano             | Neruda          | 3 - 2 | Club Italia            | 28-30, 25-18, 25-17, 24-26, 15-13 |
| 15ª giornata - 31 gennaio 2015 Centro Pavesi, Milano          | Club Italia     | 2 - 3 | Beng Rovigo            | 27-25, 25-18, 17-25, 16-25, 13-15 |
| 16ª giornata - 7 febbraio 2015 Centro Pavesi, Milano          | Club Italia     | 3 - 2 | Piacentina             | 24-26, 23-25, 25-17, 25-18, 15-13 |
| 17ª giornata - 15 febbraio 2015 PalaJacazzi, Aversa           | Libertas Aversa | 1 - 3 | Club Italia            | 25-20, 19-25, 14-25, 16-25        |
| 18ª giornata - 21 febbraio 2015 Centro Pavesi, Milano         | Club Italia     | 1 - 3 | Obiettivo Risarcimento | 25-18, 15-25, 20-25, 22-25        |
| 19ª giornata - 8 marzo 2015 PalaRavizza, Pavia                | Pavia           | 0 - 3 | Club Italia            | 21-25, 17-25, 20-25               |
| 21ª giornata - 15 marzo 2015 Geopalace, Olbia                 | Hermaea         | 2 - 3 | Club Italia            | 19-25, 23-25, 25-21, 25-22, 10-15 |
| 22ª giornata - 21 marzo 2015 Centro Pavesi, Milano            | Club Italia     | 2 - 3 | Filottrano             | 21-25, 21-25, 25-22, 25-17, 13-15 |
| 23ª giornata - 17 marzo 2015 PalaScoppa, Soverato             | Soverato        | 3 - 0 | Club Italia            | 25-19, 25-19, 25-23               |
| 24ª giornata - 5 marzo 2015 Palazzetto dello Sport, Monza     | Pro Victoria    | 3 - 1 | Club Italia            | 15-25, 25-20, 25-21, 25-15        |
| 25ª giornata - 8 aprile 2015 Centro Pavesi, Milano            | Club Italia     | 1 - 3 | Trentino Rosa          | 25-23, 19-25, 18-25, 15-25        |
| 26ª giornata - 12 aprile 2015 Palazzetto dello Sport, Caserta | VolAlto Caserta | 3 - 2 | Club Italia            | 25-21, 26-24, 20-25, 24-26, 19-17 |

#### Play-off promozione
| Quarti di finale (andata) - 15 aprile 2015 Centro Pavesi, Milano   | Club Italia   | 3 - 2 | Trentino Rosa | 23-25, 25-22, 25-21, 24-26, 15-11 |
| Quarti di finale (ritorno) - 19 aprile 2015 PalaSanbapolis, Trento | Trentino Rosa | 2 - 3 | Club Italia   | 22-25, 26-28, 25-8, 25-20, 13-15  |
| Semifinali (gara 1) - 22 aprile 2015 Palazzetto dello Sport, Monza | Pro Victoria  | 3 - 0 | Club Italia   | 25-19, 25-19, 25-19               |
| Semifinali (gara 2) - 26 aprile 2015 Centro Pavesi, Milano         | Club Italia   | 3 - 1 | Pro Victoria  | 22-25, 25-22, 25-23, 25-23        |
| Semifinali (gara 3) - 29 aprile 2015 Palazzetto dello Sport, Monza | Pro Victoria  | 3 - 1 | Club Italia   | 39-37, 27-25, 17-25, 25-18        |

### Coppa Italia di Serie A2

#### Fase a eliminazione diretta
| Quarti di finale (andata) - 21 gennaio 2015 Centro Pavesi, Milano          | Club Italia  | 1 - 3 | Pro Victoria | 15-25, 20-25, 25-17, 24-26       |
| Quarti di finale (ritorno) - 28 gennaio 2015 Palazzetto dello Sport, Monza | Pro Victoria | 2 - 3 | Club Italia  | 25-15, 15-25, 20-25, 25-23, 7-15 |

## Statistiche

### Statistiche di squadra
| Competizione             | Punti | In casa | In casa | In casa | In trasferta | In trasferta | In trasferta | Totale | Totale | Totale |
| Competizione             | Punti | G       | V       | P       | G            | V            | P            | G      | V      | P      |
| ------------------------ | ----- | ------- | ------- | ------- | ------------ | ------------ | ------------ | ------ | ------ | ------ |
| Serie A2                 | 32    | 14      | 8       | 6       | 15           | 6            | 9            | 39     | 14     | 15     |
| Coppa Italia di Serie A2 | -     | 1       | 0       | 1       | 1            | 1            | 0            | 2      | 1      | 1      |
| Totale                   | -     | 15      | 8       | 7       | 16           | 7            | 9            | 41     | 15     | 16     |

G = partite giocate; V = partite vinte; P = partite perse

### Statistiche dei giocatori
| Giocatore     | Serie A2 | Serie A2 | Serie A2 | Serie A2 | Serie A2 | Coppa Italia di Serie A2 | Coppa Italia di Serie A2 | Coppa Italia di Serie A2 | Coppa Italia di Serie A2 | Coppa Italia di Serie A2 | Totale | Totale | Totale | Totale | Totale |
| Giocatore     | P        | PT       | AV       | MV       | BV       | P                        | PT                       | AV                       | MV                       | BV                       | P      | PT     | AV     | MV     | BV     |
| ------------- | -------- | -------- | -------- | -------- | -------- | ------------------------ | ------------------------ | ------------------------ | ------------------------ | ------------------------ | ------ | ------ | ------ | ------ | ------ |
| G. Bartesaghi | 3        | 0        | 0        | 0        | 0        | -                        | -                        | -                        | -                        | -                        | 3      | 0      | 0      | 0      | 0      |
| B. Berti      | 24       | 152      | ?        | ?        | ?        | 2                        | 13                       | 7                        | 5                        | 1                        | 26     | 165    | ?      | ?      | ?      |
| A. Camperi    | 19       | 19       | ?        | ?        | ?        | 0                        | 0                        | 0                        | 0                        | 0                        | 19     | 19     | ?      | ?      | ?      |
| S. D'Odorico  | 29       | 304      | ?        | ?        | ?        | 2                        | 16                       | 10                       | 2                        | 4                        | 31     | 320    | ?      | ?      | ?      |
| A. Danesi     | 29       | 295      | ?        | ?        | ?        | 2                        | 25                       | 16                       | 8                        | 1                        | 31     | 320    | ?      | ?      | ?      |
| P. Egonu      | 29       | 556      | ?        | ?        | ?        | 2                        | 43                       | 37                       | 4                        | 2                        | 31     | 599    | ?      | ?      | ?      |
| A. Guerra     | 29       | 423      | ?        | ?        | ?        | 2                        | 31                       | 23                       | 5                        | 3                        | 31     | 454    | ?      | ?      | ?      |
| N. Mabilo     | 11       | 38       | ?        | ?        | ?        | 2                        | 3                        | 2                        | 1                        | 0                        | 13     | 41     | ?      | ?      | ?      |
| O. Malinov    | 18       | 56       | ?        | ?        | ?        | 1                        | 6                        | 5                        | 1                        | 0                        | 19     | 62     | ?      | ?      | ?      |
| A. Orro       | 23       | 36       | ?        | ?        | ?        | 1                        | 0                        | 0                        | 0                        | 0                        | 24     | 36     | ?      | ?      | ?      |
| V. Piani      | 24       | 106      | ?        | ?        | ?        | 1                        | 0                        | 0                        | 0                        | 0                        | 25     | 106    | ?      | ?      | ?      |
| V. Prandi     | 7        | 13       | ?        | ?        | ?        | 1                        | 2                        | 2                        | 0                        | 0                        | 8      | 15     | ?      | ?      | ?      |
| I. Spirito    | 29       | -        | -        | -        | -        | 2                        | -                        | -                        | -                        | -                        | 31     | -      | -      | -      | -      |
| B. Tenti      | 1        | 0        | 0        | 0        | 0        | 0                        | 0                        | 0                        | 0                        | 0                        | 1      | 0      | 0      | 0      | 0      |
| G. Zannoni    | 5        | 0        | 0        | 0        | 0        | 2                        | 0                        | 0                        | 0                        | 0                        | 7      | 0      | 0      | 0      | 0      |

P = presenze; PT = punti totali; AV = attacchi vincenti; MV = muri vincenti; BV = battute vincenti